# Chlorid dusitý
Chlorid dusitý, též známý jako trichloramin, trichlornitrid nebo chlorodusík, je anorganická sloučenina se vzorcem NCl3. Tato žlutá, olejovitá, štiplavě páchnoucí kapalina je nejrozšířenějším vedlejším produktem reakcí mezi deriváty amoniaku a chlorem (například v plaveckých bazénech při reakci moči plavců s chlorem, který se do vody přidává kvůli dezinfekci).
V čisté formě je NCl3 vysoce reaktivní. V malých množstvím může vznikat při dezinfekci pitné vody monochloraminem, vyšší hladiny mohou dráždit sliznice. Chlorid dusitý vyráběný pod obchodní značkou Agene se používal k bělení a zrání mouky. Má stejný účinek jako slzný plyn, ale nikdy nebyl pro tento účel používán.

## Příprava a struktura
Sloučenina se připravuje působením chloru na amonné soli, například amoniak:
4 NH3 + 3 Cl2 → NCl3 + 3 NH4Cl
Meziprodukty v této konverzi jsou chloramin a dichloramin (NH2Cl, resp. NHCl2).
Podobně jako amoniak, i NCl3 má pyramidovou molekulu. Vzdálenosti N-Cl jsou 1,76 Å, úhly Cl-N-Cl 107°. Paulingovy elektronegativity jsou velmi podobné dusíku (3,04) a chloru (3,16).

## Reakce
Oxidační číslo dusíku v NCl3 se často uvažuje jako −3, atomy chloru pak mají oxidační číslo +1. Většina reaktivních vlastností je s tímto popisem konzistentní.
Chlorid dusitý je v horké vodě hydrolyzován na amoniak a kyselinu chlornou:
NCl3 + 3 H2O → NH3 + 3 HClO

## Bezpečnost
Chlorid dusitý je nebezpečná výbušnina. Je citlivý na světlo, teplo a přítomnost organických sloučenin. Pierre-Louis Dulong ho poprvé připravil v roce 1812; při dvou explozích přišel o dva prsty a oko. Následkem výbuchu NCl3 byl dočasně oslepen Sir Humphry Davy, který proto zaměstnal jako svého spolupracovníka Michaela Faradaye. Belgičtí vědci ohlásili možné spojení mezi NCl3 a vzestupem počtu případů astmatu u dětí, což nazvali hypotézou bazénového chloru jakožtou alternativu k hygienické hypotéze s těsnější příčinnou vazbou.

## Výskyt v bazénech
Trichloramin je zodpovědný za typický zápach bazénů, který lidé spíš nesprávně přisuzují chlóru. Může způsobit akutní podráždění spojivek a vyvolat slzení, kašel nebo obtížné dýchání.